# El Alcornocal (Córdoba)
El Alcornocal es una localidad española del municipio de Fuente Obejuna, perteneciente a la provincia de Córdoba, en la comunidad autónoma de Andalucía.

## Historia
Hacia mediados del siglo XIX, el lugar tenía contabilizados 12 vecinos. La localidad aparece descrita en el primer volumen del Diccionario geográfico-estadístico-histórico de España y sus posesiones de Ultramar de Pascual Madoz de la siguiente manera:

ALCORNOCAL: ald. de la prov. de Córdoba, part. jud. de Fuente Ovejuna (2 leg. E.), térm. jurisd. y á 1/2 leg. de Ojuelos-altos, de cuya parr. (Sta. Bárbara), es anejo: sit. en una ladera de Sierra Morena, rodeada de deh. propias de vec. de Fuente Ovejuna con quien está encabeza en contr. En su ruedo tiene 3 huertos con árboles frutales y agua de pie; las casas forman varios grupos y sirven de habitacion á 12 vec.: prod.: trigo, cebada, avena, garbanzos y bellota.
(Madoz, 1845, p. 465)

En la actualidad pertenece al municipio de Fuente Obejuna. En 2022, tenía empadronados 86 habitantes.